# George Willes
Sir George Ommanney Willes, GCB (* 19. Juni 1823 in Hythe, Hampshire; † 18. Februar 1901 in London) war ein britischer Seeoffizier der Royal Navy, der unter anderem als Admiral von 1885 bis 1888 Oberkommandierender des Marinestützpunktes Portsmouth (Commander-in-Chief. Portsmouth) war.

## Leben
George Ommanney Willes war der Sohn von Kapitän zur See George Wickens Willes und dessen Ehefrau Anne Elizabeth Lacon, deren Vater Edmund Lacon, 1. Baronet, war. Er trat 1838 als Kadett in die Royal Navy ein und absolvierte eine Offiziersausbildung an der Royal Naval Academy in Portsmouth. Nach deren Abschluss fand er zahlreiche Verwendungen als Seeoffizier und Stabsoffizier. Er nahm während des von 1853 bis 1856 dauernden Krimkrieges am 22. April 1854 am Bombardement von Odessa sowie an der Belagerung von Sewastopol (17. Oktober 1854 bis 9. September 1855) teil. Während des von 1856 bis 1860 andauernden Zweiten Opiumkrieges nahm er zwischen dem 24. und 26. Jun 1859 an der Schlacht bei den Taku-Forts teil. Für seine Verdienste wurde er am 16. Juli 1861 Companion des Order of the Bath (CB).
Als Kapitän zur See (Captain) war er zwischen Januar 1864 und April 1866 Kommandant des Panzerschiffs HMS Prince Consort sowie anschließend von April 1866 bis Januar 1869 Kommandeur der Dampfschiffreserve der Königlichen Marinewerft (Captain of the Steam Reserve, Her Majesty's Devonport Dockyard). Nach verschiedenen anderen Verwendungen wurde er im Mai 1876 als Konteradmiral (Rear-Admiral) Admiral-Superintendent der Königlichen Marinewerft Devonport (Admiral Superintendent, H. M. Dockyard, Devonport) und bekleidete dieses Amt bis zu seiner Ablösung durch Konteradmiral Charles Webley Hope im Februar 1879. Am 1. Februar 1879 erfolgte seine Beförderung zum Vizeadmiral (Vice-Admiral) Im Januar 1881 übernahm er von Vizeadmiral Robert Coote den Posten als Oberkommandierender des Marinestützpunktes China (Commander-in-Chief, China Station) und hatte diesen bis Januar 1884 inne, woraufhin Vizeadmiral William Montagu Dowell seine dortige Nachfolge antrat. Am 24. Mai 1884 wurde er zum Knight Commander des Order of the Bath (KCB) geschlagen, so dass er fortan den Namenszusatz „Sir“ führte.
Am 27. März 1885 wurde George Willes zum Admiral befördert. Er löste im November 1885 Admiral Sir Geoffrey Thomas Phipps Hornby als Oberkommandierender des Marinestützpunktes Portsmouth (Commander-in-Chief. Portsmouth) ab und verblieb in dieser Funktion bis zu seiner Ablösung durch Admiral Sir John Edmund Commerell im Juni 1888. Er trat daraufhin am 19. Juni 1888 in den Ruhestand. Ihm wurde am 25. Mai 1892 des Weiteren auch zum Knight Grand Cross des Order of the Bath (GCB) erhoben.
George Ommanney Willes heiratete am 16. Mai 1855 Georgiana Matilda Josephine Lockwood, deren William Joseph Lockwood als Hauptmann im Garderegiment Coldstream Guards diente und dessen Ehefrau Rachel Wood.